# Mahmut Bozteke
Mahmut Bozteke (Sanliurfa, 5 de marzo de 1997) es un deportista turco que compite en taekwondo adaptado. Ganó dos medallas en los Juegos Paralímpicos de Verano, bronce en Tokio 2020 y oro en París 2024.

## Palmarés internacional
| Juegos Paralímpicos | Juegos Paralímpicos | Juegos Paralímpicos | Juegos Paralímpicos |
| Año                 | Lugar               | Medalla             | Categoría           |
| ------------------- | ------------------- | ------------------- | ------------------- |
| 2020                | Tokio (Japón)       | Medalla de bronce   | –61 kg              |
| 2024                | París (Francia)     | Medalla de oro      | –63 kg              |